# Die Verräter – Vertraue Niemandem!
Die Verräter – Vertraue Niemandem! (kurz: Die Verräter) ist eine deutsche Reality-Spielshow und basiert auf dem niederländischen Original De Verraders, welches bereits weltweit über 30 Mal adaptiert wurde. Das Konzept des Spiels basiert auf dem Gesellschaftsspiel Mafia aus dem Jahr 1986.
Anders als in den britischen und amerikanischen Umsetzungen (The Traitors) sind die Protagonisten der deutschen Adaption ausschließlich prominente Persönlichkeiten. Die Sendung wird von Sonja Zietlow moderiert.
Im Juni 2025 wurde eine vierte Staffel angekündigt.

## Konzept
Die sechzehn Teilnehmer treffen auf einem Schloss aufeinander. Ein kleiner Teil von ihnen wird in der ersten Zusammenkunft am „runden Tisch“, ohne dass es die anderen mitbekommen, von der Moderatorin als Verräter bestimmt. Alle anderen Teilnehmer erhalten die Rolle der Loyalen. Die Loyalen wissen nicht, wie viele Verräter unter ihnen sind. Die Zuschauer bekommen die Auswahl der Verräter zu sehen und sind somit die ganze Zeit über den Status aller Spieler informiert.
Aufgabe der Verräter ist es, in jeder Nacht einen Loyalen zu „ermorden“. Dazu treffen sich die Verräter in einem geheimen Raum (die Zimmer der Loyalen sind derweil abgesperrt), einigen sich über ihr „Opfer“ und setzen dessen Namen auf ein „Todesurteil“. Das „Todesurteil“ wird dem ausgewählten Teilnehmer zugestellt, der die Show daraufhin verlässt. Am nächsten Morgen erlangen die Loyalen durch die Abwesenheit eines Mitspielers Kenntnis darüber, wer „ermordet“ wurde.
In den „Verbannungsrunden“ am „runden Tisch“ haben die Teilnehmer die Möglichkeit, einen Mitspieler zu eliminieren. Dazu tauschen sich die Teilnehmer aus und notieren im Anschluss im Geheimen den Namen derjenigen Person, die sie für einen Verräter halten. Dann präsentieren alle nacheinander begründet ihre Wahl. Der durch die meisten Stimmen „Verbannte“ teilt den anderen mit, ob er als Loyaler oder Verräter agierte. Wurde ein Verräter verbannt, haben die übrigen Verräter die Möglichkeit, einen Loyalen zu rekrutieren.
Kommt mindestens ein Verräter in das Finale der Sendung, so hat dieser die Chance, einen „Silberschatz“ im Wert von bis zu 50.000 Euro zu gewinnen. Sind nur noch Loyale im Finale, wird der Gewinn unter diesen aufgeteilt. Aufgebaut wird der Gewinn mit Gruppenspielen um Silberbarren. In den Gruppenspielen kann außerdem der Zugang zur „Waffenkammer“ gewonnen werden. Dort kann ein „Schutzschild“ erlangt werden, welcher in der kommenden Nacht vor einer Ermordung schützt; sowie manchmal ein „Dolch“, welcher bei der nächsten „Verbannungsrunde“ die Stimme des Trägers verdoppelt.

## Staffel 1
Die erste Staffel wurde im Mai 2023 produziert. Vom 13. September bis zum 11. Oktober 2023 wurde sie wöchentlich auf der Video-on-Demand-Plattform RTL+ veröffentlicht und ab dem 20. September 2023 auch wöchentlich auf RTL ausgestrahlt. Parallel zur ersten Staffel wurde auf RTL+ ein Podcast zur Sendung veröffentlicht. Drehort der ersten Staffel war das Chateau de Béguin in Frankreich.

### Teilnehmer
Die Teilnehmer der ersten Staffel wurden am 28. August 2023 und 6. September 2023 bekannt gegeben. Anna-Carina Woitschack und Vincent Gross gewannen als Verräter die Silberbarren im Wert von 46.500 €.
| Platz | Teilnehmer              | Bekannt als                               | Rolle                | Ausgeschieden | Ausgeschieden |
| ----- | ----------------------- | ----------------------------------------- | -------------------- | ------------- | ------------- |
| 01    | Anna-Carina Woitschack  | Schlagersängerin                          | Verräterin           | Gewinner      | Gewinner      |
| 01    | Vincent Gross 1         | Schlagersänger                            | Verräter (Folge 5–6) | Gewinner      | Gewinner      |
| 01    | Vincent Gross 1         | Schlagersänger                            | Loyaler (Folge 1–4)  | Gewinner      | Gewinner      |
| 03    | Mariella Ahrens         | Schauspielerin                            | Loyale               | verbannt      | Folge 6       |
| 04    | Friedrich Liechtenstein | Schauspieler                              | Loyaler              | verbannt      | Folge 6       |
| 05    | Sabrina Setlur          | Rapperin                                  | Loyale               | verbannt      | Folge 6       |
| 06    | Irina Schlauch          | Reality-TV Teilnehmerin                   | Loyale               | verbannt      | Folge 6       |
| 07    | Claude-Oliver Rudolph   | Schauspieler                              | Loyaler              | ermordet      | Folge 6       |
| 08    | Ulrike von der Groeben  | Moderatorin                               | Loyale               | verbannt      | Folge 5       |
| 09    | Pascal Hens             | Handballspieler                           | Loyaler              | ermordet      | Folge 5       |
| 10    | Jalil                   | Rapper                                    | Verräter             | verbannt      | Folge 4       |
| 11    | Shermine Shahrivar 2    | Model                                     | Loyale               | ermordet      | Folge 4       |
| 12    | Christine Urspruch 3    | Schauspielerin                            | Verräterin (Folge 3) | verbannt      | Folge 3       |
| 12    | Christine Urspruch 3    | Schauspielerin                            | Loyale (Folge 1–2)   | verbannt      | Folge 3       |
| 13    | Florian Fitz            | Schauspieler                              | Verräter             | verbannt      | Folge 2       |
| 14    | Timothy Boldt           | Schauspieler                              | Loyaler              | ermordet      | Folge 2       |
| 15    | Sebastian Klussmann     | Quizspieler, „Jäger“ bei Gefragt – Gejagt | Loyaler              | verbannt      | Folge 1       |
| 16    | Susan Sideropoulos      | Schauspielerin                            | Loyale               | ermordet      | Folge 1       |

### Abstimmungen (Verbannungsrunden)
| Waffen- kammer  | Episoden                    | Episoden                  | Episoden                    | Episoden               | Episoden               | Episoden              | Episoden                | Episoden                  | Episoden                 |
| Waffen- kammer  | 1                           | 2                         | 3                           | 4                      | 5                      | 6                     | 6                       | 6                         | 6                        |
| --------------- | --------------------------- | ------------------------- | --------------------------- | ---------------------- | ---------------------- | --------------------- | ----------------------- | ------------------------- | ------------------------ |
| Schild          |                             | Irina                     | Friedrich                   | Friedrich              | Ulrike                 |                       |                         |                           |                          |
| Dolch           |                             |                           |                             | Vincent                | Vincent                |                       |                         |                           |                          |
| Teilnehmer      | Abstimmung                  | Abstimmung                | Abstimmung                  | Abstimmung             | Abstimmung             | Abstimmung            | Abstimmung              | Abstimmung                | Abstimmung               |
| Vincent         | Timothy                     | Florian                   | Christine                   | Jalil (2×)             | Ulrike                 | Friedrich             | Sabrina                 | Friedrich                 | Mariella                 |
| Anna-Carina     | Sebastian                   | Florian                   | Christine                   | Jalil                  | Ulrike                 | Irina                 | Sabrina –               | Friedrich                 | Mariella                 |
| Mariella        | Sebastian                   | Florian                   | Christine                   | Jalil                  | Ulrike                 | Irina                 | Friedrich Sabrina       | Friedrich                 | Anna-Carina              |
| Friedrich       | Sebastian                   | Florian                   | Christine                   | Irina                  | Ulrike                 | Irina                 | Anna-Carina             | Anna-Carina               | verbannt                 |
| Sabrina         | Sebastian                   | Florian                   | Christine                   | Anna-Carina            | Ulrike                 | Anna-Carina           | Anna-Carina –           | verbannt                  | verbannt                 |
| Irina           | Sebastian                   | Florian                   | Christine                   | Jalil                  | Ulrike                 | Anna-Carina           | verbannt                | verbannt                  | verbannt                 |
| Claude-Oliver   | Sebastian                   | Irina                     | Shermine                    | Jalil                  | Ulrike                 | ermordet              | ermordet                | ermordet                  | ermordet                 |
| Ulrike          | Timothy                     | Florian                   | Christine                   | Jalil                  | Irina                  | verbannt              | verbannt                | verbannt                  | verbannt                 |
| Pascal          | Florian                     | Florian                   | Christine                   | Anna-Carina            | ermordet               | ermordet              | ermordet                | ermordet                  | ermordet                 |
| Jalil           | Claude-Oliver               | Florian                   | Christine                   | Anna-Carina            | verbannt               | verbannt              | verbannt                | verbannt                  | verbannt                 |
| Shermine        | Sebastian                   | Florian                   | Christine                   | ermordet               | ermordet               | ermordet              | ermordet                | ermordet                  | ermordet                 |
| Christine       | Sebastian                   | Irina                     | Anna-Carina                 | verbannt               | verbannt               | verbannt              | verbannt                | verbannt                  | verbannt                 |
| Florian         | Sebastian                   | Irina                     | verbannt                    | verbannt               | verbannt               | verbannt              | verbannt                | verbannt                  | verbannt                 |
| Timothy         | Sebastian                   | ermordet                  | ermordet                    | ermordet               | ermordet               | ermordet              | ermordet                | ermordet                  | ermordet                 |
| Sebastian       | Timothy                     | verbannt                  | verbannt                    | verbannt               | verbannt               | verbannt              | verbannt                | verbannt                  | verbannt                 |
| Susan           | ermordet                    | ermordet                  | ermordet                    | ermordet               | ermordet               | ermordet              | ermordet                | ermordet                  | ermordet                 |
| Ergebnis        |                             |                           |                             |                        |                        |                       |                         |                           |                          |
| Verbannt        | Sebastian 10 von 15 Stimmen | Florian 10 von 13 Stimmen | Christine 10 von 12 Stimmen | Jalil 7 von 11 Stimmen | Ulrike 7 von 8 Stimmen | Irina 3 von 6 Stimmen | Sabrina 3 von 5 Stimmen | Friedrich 3 von 4 Stimmen | Mariella 2 von 3 Stimmen |
| Rolle           | Loyaler                     | Verräter                  | Verräterin                  | Verräter               | Loyale                 | Loyale                | Loyale                  | Loyaler                   | Loyale                   |
| Anmerkungen: 1. |                             |                           |                             |                        |                        |                       |                         |                           |                          |

### Veröffentlichung und Einschaltquoten
| Folge | Erstveröffentlichung 2023 | TV-Ausstrahlung 2023 | Zuschauer (in Mio.) | Zuschauer (in Mio.) | Marktanteil (in %) | Marktanteil (in %) | Quelle |
| Folge | Erstveröffentlichung 2023 | TV-Ausstrahlung 2023 | Gesamt              | 14–49 Jahre         | Gesamt             | 14–49 Jahre        | Quelle |
| ----- | ------------------------- | -------------------- | ------------------- | ------------------- | ------------------ | ------------------ | ------ |
| 1     | 13. September             | 20. September        | 1,93                | 0,57                | 8,4                | 10,8               | [ 7 ]  |
| 2     | 13. September             | 27. September        | 1,43                | 0,55                | 6,2                | 10,6               | [ 8 ]  |
| 3     | 20. September             | 4. Oktober           | 1,35                | 0,44                | 5,8                | 8,8                | [ 9 ]  |
| 4     | 27. September             | 11. Oktober          | 1,26                | 0,49                | 5,3                | 9,6                | [ 10 ] |
| 5     | 4. Oktober                | 18. Oktober          | 1,24                | 0,43                | 5,4                | 8,9                | [ 11 ] |
| 6     | 11. Oktober               | 25. Oktober          | 1,41                | 0,40                | 5,9                | 7,8                | [ 11 ] |

## Staffel 2
Für den Herbst 2024 wurde ein „Halloween-Special“ mit acht Folgen auf dem Screenforce Festival 2024 angekündigt. Die Folgen wurden vom 10. Oktober bis zum 21. November 2024 wöchentlich auf RTL+ veröffentlicht. Um das Interesse der Zuschauer zu wecken, zeigte RTL die erste Folge am gleichen Tag um 20:15 Uhr. Genau wie zur ersten Staffel wurde auf RTL+ auch zur zweiten Staffel wieder ein Podcast zur Sendung veröffentlicht.
Während das Konzept der Sendung unverändert blieb, wechselte man den Drehort und wählte das Château de Mielmont in Belgien als Schauplatz. Im Interview mit dem Branchenmagazin DWDL.de wurde zudem mitgeteilt, dass an dem Schnitt der Episoden gearbeitet wurde, um schneller in das Spiel zu starten. Außerdem wurden in der zweiten Staffel größtenteils Remote-Kameras verwendet, die ohne Kameramann an der Kamera bedient werden konnten, um dem Protagonisten mehr Raum für Gespräche zu geben.

### Teilnehmer
Die Verräterinnen Oana Nechiti und Jessica Haller gewannen die Silberbarren im Wert von 27.500 €.
| Platz | Teilnehmer             | Bekannt als                      | Rolle                  | Ausgeschieden | Ausgeschieden |
| ----- | ---------------------- | -------------------------------- | ---------------------- | ------------- | ------------- |
| 01    | Jessica Haller         | Reality-TV Teilnehmerin          | Verräterin (Folge 2–8) | Gewinnerinnen | Gewinnerinnen |
| 01    | Jessica Haller         | Reality-TV Teilnehmerin          | Loyale (Folge 1)       | Gewinnerinnen | Gewinnerinnen |
| 01    | Oana Nechiti           | Tänzerin und Choreografin        | Verräterin             | Gewinnerinnen | Gewinnerinnen |
| 03    | Marina Hoermanseder    | Modedesignerin                   | Verräterin             | verbannt      | Folge 8       |
| 04    | Jimi Blue Ochsenknecht | Schauspieler und Rapper          | Loyaler                | verbannt      | Folge 8       |
| 05    | Bruce Darnell          | Choreograf und Model             | Loyaler                | verbannt      | Folge 8       |
| 06    | Dana Schweiger         | Unternehmerin und TV-Moderatorin | Loyale                 | ermordet      | Folge 8       |
| 07    | Jan Sosniok            | Schauspieler                     | Loyaler                | verbannt      | Folge 7       |
| 08    | Susan Sideropoulos     | Schauspielerin                   | Loyale                 | verbannt      | Folge 7       |
| 09    | Kevin Kuske            | Bobsportler                      | Loyaler                | ermordet      | Folge 6       |
| 10    | Philipp Boy            | Kunstturner                      | Loyaler                | verbannt      | Folge 5       |
| 11    | Gülcan Kamps           | TV-Moderatorin                   | Loyale                 | ermordet      | Folge 5       |
| 12    | Thomas Drechsel        | Schauspieler                     | Loyaler                | verbannt      | Folge 4       |
| 13    | Helge Mark Lodder      | Schauspieler, TikTok-Creator     | Loyaler                | verbannt      | Folge 3       |
| 14    | Massimo Sinató         | Tänzer                           | Loyaler                | ermordet      | Folge 3       |
| 15    | Gerda Lewis            | Model, Reality-TV Teilnehmerin   | Verräterin             | verbannt      | Folge 2       |
| 16    | Oliver Korittke        | Schauspieler und TV-Moderator    | Loyaler                | ermordet      | Folge 1       |

### Abstimmungen (Verbannungsrunden)
| Schild          | Helge                  | Jimi                   |                         | Jimi                     | Jimi                  |                     |                       |                      |                        |
| Dolch           |                        |                        | Thomas                  |                          |                       | Jimi                | Jimi                  |                      |                        |
| Teilnehmer      | Abstimmung             | Abstimmung             | Abstimmung              | Abstimmung               | Abstimmung            | Abstimmung          | Abstimmung            | Abstimmung           | Abstimmung             |
| Jessica         | Gerda                  | Helge                  | Jan                     | Dana                     | Jan – Marina          | Jan                 | Bruce                 | Jimi                 | Marina                 |
| Oana            | Gerda                  | Helge                  | Thomas                  | Susan                    | Jan – Jan             | Jan                 | Bruce                 | Jimi                 | Marina                 |
| Marina          | Gerda                  | Bruce                  | Thomas                  | Philipp                  | Jessica Susan         | Jan                 | Bruce                 | Jimi                 | Jessica                |
| Jimi            | Helge                  | Dana                   | Thomas                  | Jan                      | Oana Dana             | Jessica (2×)        | Jessica (2×)          | Marina               | verbannt               |
| Bruce           | Helge                  | Jimi                   | Susan                   | Philipp                  | Oana Marina           | Marina              | Oana                  | verbannt             | verbannt               |
| Dana            | Gerda                  | Helge                  | Jessica                 | Jessica                  | Jessica Susan         | Bruce               | ermordet              | ermordet             | ermordet               |
| Jan             | Bruce                  | Helge                  | Jessica                 | Oana                     | Oana Susan            | Bruce               | verbannt              | verbannt             | verbannt               |
| Susan           | Gerda                  | Helge                  | Dana                    | Philipp                  | Jessica Jan           | verbannt            | verbannt              | verbannt             | verbannt               |
| Kevin           | Gerda                  | Helge                  | Dana                    | Marina                   | ermordet              | ermordet            | ermordet              | ermordet             | ermordet               |
| Philipp         | Helge                  | Helge                  | Thomas                  | Jessica                  | verbannt              | verbannt            | verbannt              | verbannt             | verbannt               |
| Gülcan          | Gerda                  | Helge                  | Philipp                 | ermordet                 | ermordet              | ermordet            | ermordet              | ermordet             | ermordet               |
| Thomas          | Gerda                  | Philipp                | Philipp (2×)            | verbannt                 | verbannt              | verbannt            | verbannt              | verbannt             | verbannt               |
| Helge           | Kevin                  | Jimi                   | verbannt                | verbannt                 | verbannt              | verbannt            | verbannt              | verbannt             | verbannt               |
| Massimo         | Gerda                  | ermordet               | ermordet                | ermordet                 | ermordet              | ermordet            | ermordet              | ermordet             | ermordet               |
| Gerda           | Dana                   | verbannt               | verbannt                | verbannt                 | verbannt              | verbannt            | verbannt              | verbannt             | verbannt               |
| Oliver          | ermordet               | ermordet               | ermordet                | ermordet                 | ermordet              | ermordet            | ermordet              | ermordet             | ermordet               |
| Ergebnis        |                        |                        |                         |                          |                       |                     |                       |                      |                        |
| Verbannt        | Gerda 9 von 15 Stimmen | Helge 8 von 13 Stimmen | Thomas 4 von 13 Stimmen | Philipp 3 von 10 Stimmen | Susan 3 von 8 Stimmen | Jan 3 von 8 Stimmen | Bruce 3 von 6 Stimmen | Jimi 3 von 4 Stimmen | Marina 2 von 3 Stimmen |
| Rolle           | Verräterin             | Loyaler                | Loyaler                 | Loyaler                  | Loyale                | Loyaler             | Loyaler               | Loyaler              | Verräterin             |
| Anmerkungen: 1. |                        |                        |                         |                          |                       |                     |                       |                      |                        |

### Veröffentlichung und Einschaltquoten
Lediglich die erste Folge der zweiten Staffel wurde als Werbung für die neue Staffel im linearen Fernsehen ausgestrahlt.
| Folge | Erstveröffentlichung 2024 | TV-Ausstrahlung 2024 | Zuschauer (in Mio.) | Zuschauer (in Mio.) | Marktanteil (in %) | Marktanteil (in %) | Quelle |
| Folge | Erstveröffentlichung 2024 | TV-Ausstrahlung 2024 | Gesamt              | 14–49 Jahre         | Gesamt             | 14–49 Jahre        | Quelle |
| ----- | ------------------------- | -------------------- | ------------------- | ------------------- | ------------------ | ------------------ | ------ |
| 1     | 10. Oktober               | 10. Oktober          | 1,69                | 0,56                | 7,2                | 12,1               | [ 14 ] |
| 2     | 10. Oktober               | –                    | –                   | –                   | –                  | –                  | –      |
| 3     | 17. Oktober               | –                    | –                   | –                   | –                  | –                  | –      |
| 4     | 24. Oktober               | –                    | –                   | –                   | –                  | –                  | –      |
| 5     | 31. Oktober               | –                    | –                   | –                   | –                  | –                  | –      |
| 6     | 7. November               | –                    | –                   | –                   | –                  | –                  | –      |
| 7     | 14. November              | –                    | –                   | –                   | –                  | –                  | –      |
| 8     | 21. November              | –                    | –                   | –                   | –                  | –                  | –      |

## Staffel 3
Im Juni 2024 kündigte RTL für 2025 eine dritte Staffel an. Die Staffel wurde gemeinsam mit der zweiten Staffel, die als Halloween Special vermarktet wurde, auf dem Château de Mielmont in Belgien gedreht. Im März 2025 veröffentlichte RTL die Teilnehmer. Die Ausstrahlung erfolgt seit dem 29. April 2025 wöchentlich auf RTL und RTL+.

### Teilnehmer
| Platz | Teilnehmer                 | Bekannt als                                               | Rolle      | Ausgeschieden | Ausgeschieden |
| ----- | -------------------------- | --------------------------------------------------------- | ---------- | ------------- | ------------- |
| 01    | Mirja du Mont              | Schauspielerin und Model                                  | Verräterin | Gewinnerinnen | Gewinnerinnen |
| 01    | Motsi Mabuse               | Tänzerin, Tanztrainerin und Wertungsrichterin             | Verräterin | Gewinnerinnen | Gewinnerinnen |
| 01    | Charlotte Würdig           | Moderatorin und Schauspielerin                            | Verräterin | Gewinnerinnen | Gewinnerinnen |
| 04    | Younes Zarou               | Webvideoproduzent, Digital Content Creator und Influencer | Loyaler    | verbannt      | Folge 6       |
| 05    | Marie Reim                 | Schlagersängerin                                          | Loyale     | verbannt      | Folge 6       |
| 06    | Joe Laschet                | Sohn von Armin Laschet, Model und Influencer              | Loyaler    | verbannt      | Folge 6       |
| 07    | Ralf Bauer                 | Schauspieler                                              | Loyaler    | ermordet      | Folge 6       |
| 08    | Thaddäus Meilinger         | Schauspieler                                              | Loyaler    | verbannt      | Folge 5       |
| 09    | Wayne Carpendale           | Schauspieler und Moderator                                | Verräter   | verbannt      | Folge 4       |
| 10    | Joachim Llambi             | Tanzsportler, Wertungsrichter und Fernsehmoderator        | Loyaler    | ermordet      | Folge 4       |
| 11    | Janin Ullmann              | Schauspielerin und Moderatorin                            | Loyale     | verbannt      | Folge 3       |
| 12    | Martina Voss-Tecklenburg 1 | ehemalige Fußballspielerin und -trainerin                 | Loyale     | ermordet      | Folge 3       |
| 13    | Jan Hofer                  | Nachrichtensprecher und Fernsehmoderator                  | Loyaler    | verbannt      | Folge 2       |
| 14    | Sandy Mölling              | Sängerin                                                  | Loyale     | ermordet      | Folge 2       |
| 15    | Jorge González             | Choreograf und Model                                      | Loyaler    | verbannt      | Folge 1       |
| 16    | Timon Krause               | Zauberkünstler                                            | Loyaler    | ermordet      | Folge 1       |

### Abstimmungen (Verbannungsrunden)
| Schild       | Joachim Marie          | Motsi                | Charlotte              | Younes                 |                          |                     |                       |                        |
| Dolch        |                        |                      |                        | Mirja                  | Joe                      |                     |                       |                        |
| Teilnehmer   | Abstimmung             | Abstimmung           | Abstimmung             | Abstimmung             | Abstimmung               | Abstimmung          | Abstimmung            | Abstimmung             |
| Mirja        | Jorge                  | Janin                | Janin                  | Wayne (2×)             | Thaddäus                 | Joe                 | Marie                 | Younes                 |
| Motsi        | Jorge                  | Jan                  | Janin                  | Wayne                  | Thaddäus                 | Joe                 | Marie                 | Younes                 |
| Charlotte    | Jorge                  | Jan                  | Janin                  | Wayne                  | Thaddäus                 | Joe                 | Marie                 | Younes                 |
| Younes       | Janin                  | Jan                  | Janin                  | Wayne                  | Thaddäus                 | Joe                 | Charlotte             | Charlotte              |
| Marie        | Jorge                  | Janin                | Janin                  | Wayne                  | Thaddäus                 | Joe                 | Charlotte             | verbannt               |
| Joe          | Marie                  | Jan                  | Janin                  | Thaddäus               | Thaddäus (2×)            | Marie               | verbannt              | verbannt               |
| Ralf         | Marie                  | Jan                  | Janin                  | Wayne                  | Thaddäus                 | ermordet            | ermordet              | ermordet               |
| Thaddäus     | Jorge                  | Janin                | Wayne                  | Joe                    | Joe                      | verbannt            | verbannt              | verbannt               |
| Wayne        | Jorge                  | Marie                | Joachim                | Motsi                  | verbannt                 | verbannt            | verbannt              | verbannt               |
| Joachim      | Janin                  | Jan                  | Janin                  | ermordet               | ermordet                 | ermordet            | ermordet              | ermordet               |
| Janin        | Jorge                  | Jan                  | Wayne                  | verbannt               | verbannt                 | verbannt            | verbannt              | verbannt               |
| Martina      | Marie                  | Wayne                | ermordet               | ermordet               | ermordet                 | ermordet            | ermordet              | ermordet               |
| Jan          | Jorge                  | Joe                  | verbannt               | verbannt               | verbannt                 | verbannt            | verbannt              | verbannt               |
| Sandy        | Marie                  | ermordet             | ermordet               | ermordet               | ermordet                 | ermordet            | ermordet              | ermordet               |
| Jorge        | Thaddäus               | verbannt             | verbannt               | verbannt               | verbannt                 | verbannt            | verbannt              | verbannt               |
| Timon        | ermordet               | ermordet             | ermordet               | ermordet               | ermordet                 | ermordet            | ermordet              | ermordet               |
| Ergebnis     |                        |                      |                        |                        |                          |                     |                       |                        |
| Verbannt     | Jorge 8 von 15 Stimmen | Jan 7 von 13 Stimmen | Janin 8 von 11 Stimmen | Wayne 7 von 10 Stimmen | Thaddäus 8 von 9 Stimmen | Joe 5 von 6 Stimmen | Marie 3 von 5 Stimmen | Younes 3 von 4 Stimmen |
| Rolle        | Loyaler                | Loyaler              | Loyale                 | Verräter               | Loyaler                  | Loyaler             | Loyale                | Loyaler                |
| Anmerkungen: |                        |                      |                        |                        |                          |                     |                       |                        |

### Veröffentlichung und Einschaltquoten
| Folge | Erstveröffentlichung 2025 | TV-Ausstrahlung 2025 | Zuschauer (in Mio.) | Zuschauer (in Mio.) | Marktanteil (in %) | Marktanteil (in %) | Quelle |
| Folge | Erstveröffentlichung 2025 | TV-Ausstrahlung 2025 | Gesamt              | 14–49 Jahre         | Gesamt             | 14–49 Jahre        | Quelle |
| ----- | ------------------------- | -------------------- | ------------------- | ------------------- | ------------------ | ------------------ | ------ |
| 1     | 29. April                 | 29. April            | 1,76                | 0,57                | 8,2                | 13,6               | [ 18 ] |
| 2     | 29. April                 | 6. Mai               | 1,41                | 0,38                | 6,2                | 8,3                | [ 19 ] |
| 3     | 6. Mai                    | 13. Mai              | 1,52                | 0,50                | 7,1                | 11,5               | [ 20 ] |
| 4     | 13. Mai                   | 20. Mai              | 1,49                | 0,37                | 6,8                | 8,9                | [ 21 ] |
| 5     | 20. Mai                   | 27. Mai              | 1,31                |                     | 7,8                | 7,0                | [ 22 ] |
| 6     | 27. Mai                   | 3. Juni              |                     |                     |                    |                    |        |

## Rezeption

### Kritiken
Der Medienjournalist Timo Niemeier schrieb auf DWDL.de, dass bei Die Verräter – Vertraue Niemandem! die „Spannung sofort da“ ist und die prominente Besetzung dem Spiel nicht hilft, sie „schadet aber auch nicht“. Besonders lobend erwähnt er in seiner Kritik die Moderation von Sonja Zietlow. Dabei wirkt sie auf Zuschauer und Prominente „stets unantastbar“ und „verkörpert das Mystische, das die Show in Teilen umgibt, ganz wunderbar“.
Das Film- und Fernsehportal TV Wunschliste spricht dem neuen Format „eine echte Sogwirkung mit hohem Suchtfaktor“ zu und beschreibt Zietlow als „schlichtweg die perfekte Besetzung“.

### Auszeichnungen
- 2024: Deutscher Fernsehpreis, Kategorie „Beste Unterhaltung Reality“[25]